# 63 TCN
Năm 63 TCN là một năm trong lịch Julius. 

## Sinh
- Augustus, Hoàng đế đầu tiên của Đế quốc La Mã.